# Tōkai, Ibaraki
Tōkai (japanska: 東海村?,  Tōkai-mura) är en landskommun i Ibaraki prefektur i Japan.  I kommunen ligger kärnkraftverket Tōkai. Tōkai är ett centrum för kärnteknik och kärnkraft. Här inträffade kärnkraftsolyckan i Tōkai 1999.

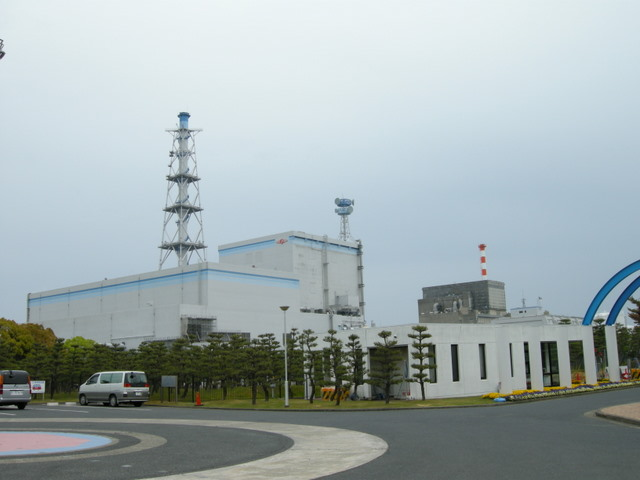
Kärnkraftverket i Tōkai.